# 劉道斌
劉 道斌（りゅう どうひん、生年不詳 - 523年）は、北魏の官僚・軍人。本貫は武邑郡灌津県。

## 経歴
中山靖王劉勝の後裔を自称した。幼いころから学問を好んだ。成長すると、腰周りが太く、ヒゲの美しいことで知られた。孝廉に推挙されて洛陽に入り、校書郎に任じられた。主書に転じ、孝文帝の知遇をえた。南陽への遠征に従軍し、帰還すると積射将軍の位を加えられ、給事中となった。孝文帝は黄門侍郎邢巒に「道斌の今回の手柄は化け物じみていた」と漏らした。宣武帝が即位すると、謁者僕射となった。歩兵校尉・広武将軍に転じ、中書舎人を兼ねた。武邑郡太守として出向した。冀州で元愉が乱を起こした後、連年にわたって災害が続いたので、道斌は租税を免除するようたびたび上表した。太守を離任して洛陽に帰ると、右将軍・太中大夫に任じられた。右将軍のまま恒農郡太守として出向した。後に岐州刺史に転じて、清廉な統治で知られた。523年、岐州で死去した。平東将軍・滄州刺史の位を追贈され、後に改めて済州刺史の位を贈られた。諡は康といった。
道斌が恒農にいたとき、学館を立て、孔子廟を建設し、孔子の像を描いた。離任した後、民衆は道斌を追慕して、孔子像の西に道斌の像を描いて拝謁した。
子に劉士長があり、東魏の武定年間に碭郡太守となった。

## 伝記資料
- 『魏書』巻79 列伝第67
- 『北史』巻46 列伝第34